# هاینز کوردل
هاینز کوردل (انگلیسی: Heinz Kördell; ۸ ژانویهٔ ۱۹۳۲ – ۲ اکتبر ۲۰۲۰) بازیکن فوتبال اهل آلمان بود.
از باشگاه‌هایی که در آن بازی کرده‌است می‌توان به باشگاه فوتبال شالکه ۰۴ و باشگاه فوتبال شوارتز-وایس اسن اشاره کرد.
وی همچنین در تیم ملی فوتبال آلمان بازی کرده‌است.